# Kelvinside Academicals Rugby Football Club
Dernière mise à jour : 27 février 2013.
Kelvinside Academicals est un club écossais de rugby à XV situé à Glasgow. Fondé en 1888, il disparaît en 1982 lorsqu'il fusionne avec le Glasgow Academicals RFC. Le club est reformé en 2001.

## Histoire
Kelvinside Academicals est fondé en 1888 par d'anciens élèves du lycée Kelvinside de Glasgow. Le club a toujours été éclipsé par les deux géants de la ville que sont Glasgow Academicals RFC et Glasgow High School RFC. En 1982, après un dernier match contre le Glasgow Academicals RFC, Kelvinside fusionne avec son adversaire du jour pour former le Glasgow High Kelvinside RFC. Ce dernier fusionne en 1997 avec Glasgow High School FP pour former le Glasgow Hawks RFC. En 2001, le Glasgow High Kelvinside RFC est reformé et repart au plus bas des ligues amateurs.

## Palmarès
- Champion d'Écosse (non officiel) en 1924, 1951, 1954 et 1962
- Champion d'Écosse de division 4 en 1978

## Joueurs célèbres
Son premier international fut J.W. Woodburn en 1892. Il y a en eu 13 au total.